# Jota (Fußballspieler, 1991)
Jota (* 16. Juni 1991 in A Pobra do Caramiñal; bürgerlich José Ignacio Peleteiro Ramallo, seltener auch Jota Peleteiro) ist ein spanischer Fußballspieler. Der technisch versierte Mittelfeldspieler, der bei Celta Vigo ausgebildet wurde, feierte zunächst in seiner Heimat beim SD Eibar mit dem Aufstieg in die erste Liga seinen größten Erfolg, bevor er auch im englischen Fußball beim FC Brentford größere Bekanntheit erlangte. Nach einer Saison 2019/20 in der Premier League für Aston Villa kehrte er im Oktober 2020 nach Spanien zurück, um für Deportivo Alavés zu spielen.

## Karriere

### Celta Vigo
Jota wurde in der galicischen Stadt A Pobra do Caramiñal geboren, die zur Provinz A Coruña gehört. Im spanischen Nordwesten trainierte ihn zunächst sein Vater im Alter von sieben bis zwölf Jahren bei einem kleinen Klub mit dem Namen Xuventud Aguiño, bevor er sich der Jugendabteilung des in der Nähe befindlichen Vereins Celta Vigo anschloss. In der Spielzeit 2010/11 kam er dort regelmäßig zum Einsatz in der zweiten Mannschaft und am 29. Januar 2011 debütierte er für die Erstvertretung gegen den FC Barcelona B in der Segunda División kurz vor Spielende per Einwechslung. Es folgten noch drei weitere Ligaauftritte bis Juni 2011, aber in der folgenden Saison 2011/12 blieb eine weitere diesbezügliche Weiterentwicklung – mit Ausnahme eines Pokaleinsatzes – aus. In der zweiten Mannschaft war er Mannschaftskapitän, aber mit dieser war er in der drittklassigen Segunda División B das Tabellenschlusslicht. Als Celta Vigo als Erstligaaufsteiger in die Saison 2012/13 ging, war Jota nicht Teil der Pläne des damaligen Trainers Paco Herrera und so strebte man ein Ausleihgeschäft an.

### Real Madrid Castilla
Jota selbst bevorzugte einen dauerhaften Wechsel, aber letztlich einigte man sich auf eine Leihe zu Real Madrid Castilla, das selbst gerade in die zweite Liga aufgestiegen war. Die Transaktion beinhaltete eine Kaufoption in Höhe von circa einer Million Euro für die Madrilenen. Das Jahr verlief jedoch unglücklich; Jota saß zumeist nur auf der Bank und bestritt nur drei Pflichtspiele für die Zweitvertretung von Real Madrid.

### SD Eibar
Nach seiner Rückkehr zu Celta Vigo offenbarte ihm auch der neue Trainer Luis Enrique, dass er nicht zu seinem Spielerkreis zählte und so zog Jota für ein weiteres Jahr zu einem neuen Verein, nunmehr zum baskischen Zweitligisten SD Eibar. In Eibar fand er sich auf Anhieb gut zurecht und nach 37 Pflichtspieleinsätzen in der Saison 2013/14 stieg er mit dem Klub nicht nur als Zweitligameister in die erste Liga auf, sondern wurde auch persönlich in die „Mannschaft des Jahres“ gewählt. Er steuerte den entscheidenden Treffer zum 1:0 gegen Deportivo Alavés bei, das den Aufstieg sicherstellte – der erste in Eibars Vereinsgeschichte. In der Presse wurden Vergleiche mit David Silva getätigt, dem Jota stilistisch und in seinen Bewegungen ähnelt.
Mit diesem Achtungserfolg spielte er sich in den Fokus seines Heimatklubs und Enriques Nachfolger Eduardo Berizzo strebte eine Vertragsverlängerung an, aber eine Einigung blieb aus. Nach Verletzungspausen in der Saisonvorbereitung und den ersten Partien, in denen er nicht Teil von Celtas Mannschaft war, strebte Jota eine nachhaltige Veränderung mit einem Weggang aus Vigo an.

### FC Brentford
Mitte August 2014 unterzeichnete Jota in England einen Dreijahresvertrag beim FC Brentford, der gerade in die zweite Liga aufgestiegen war. Die Ablösesumme soll spanischen Medienberichten zufolge bei etwa 1,5 Millionen Euro gelegen haben. Wenige Tage nach der Vertragsunterzeichnung debütierte er per Einwechslung beim 2:1-Auswärtssieg gegen den FC Blackpool. Das erste Tor für den neuen Klub gelang ihm bei seinem siebten Pflichtspiel daheim gegen Leeds United am 27. September 2014. Insgesamt hatte Jota noch einige Schwierigkeiten, sich an die höhere Intensität im englischen Fußball zu gewöhnen, aber ab Ende November 2014 setzte er zu einer Serie von vier Treffern in vier Spielen an, darunter ein Siegtreffer in der Nachspielzeit gegen den Londoner Rivalen FC Fulham. Zwischen Ende März und Anfang April 2015 trug er mit drei Toren in vier Spielen maßgeblich dazu bei, dass die „Bees“ die Playoff-Spiele zum Aufstieg in die Premier League erreichten, in denen er mit seinen Mannen schließlich dem FC Middlesbrough unterlag.
Am ersten Spieltag der folgenden Saison verletzte sich Jota am Sprunggelenk nach einem Zweikampf mit seinem Ex-Mannschaftskameraden Jonathan Douglas in der Partie gegen Ipswich Town. Zehn Tage später unterzog er sich einer Operation und er kehrte erst am 5. Dezember 2015 gegen die Milton Keynes Dons in den Spielbetrieb zurück. Nach weiteren Kurzeinsätzen einigte sich Jota zunächst mit Brentfords sportlicher Leitung über eine Vertragsverlängerung bis zum Ende 2017/18, bevor er angab, aus persönlichen Gründen den Klub wieder verlassen zu wollen.
Im Januar 2016 kehrte Jota nach Eibar zurück, auf Basis einer auf 18 Monate angelegten Leihe. Nur acht Tage nach seiner Rückankunft wurde er für Eibar bei der 2:5-Niederlage gegen Athletic Bilbao eingewechselt. Insgesamt absolvierte er 20 Partien in der auslaufenden Saison, in denen er ebenso wenig traf wie in der ersten Hälfte der Spielzeit 2016/17, bevor ihn sein Stammklub in Brentford vorzeitig im Januar 2017 zurückrief. Mit fünf Toren in fünf Spielen im Februar 2017 zeigte er sich wieder gut in Form und in der Folge nutzte Brentford die Option auf eine Vertragsverlängerung um ein weiteres Jahr.

### Birmingham City
Zum Ende der Sommerwechselperiode schloss sich Jota Ende August 2017 mit einem Vierjahresvertrag dem Zweitligakonkurrenten Birmingham City an. Über die Höhe der Ablösesumme wurde Stillschweigen vereinbart, aber Birmingham bestätigte, den internen Rekord von sechs Millionen Pfund übertroffen zu haben. Nach einer Verletzung bei seinem zweiten Einsatz litt Jotas Form und besonders nach Dezember 2017 wurde er von Trainer Steve Cotterill nur noch sporadisch eingesetzt. Als mit Gerry Monk ein neuer Trainer verpflichtet wurde, stand Jota wieder stets in der Startformation und einige Journalisten schrieben den erreichten Klassenerhalt maßgeblich dem größeren Einfluss des spanischen Offensivspielers zu. Auch in der anschließenden Saison 2018/19 blieb er mit Ausnahme einer durch eine Leistenverletzung bedingte Zwangspause ein Schlüsselspieler der „Blues“, wenngleich seine Darbietungen wieder etwas inkonstanter wirkten und nur drei Tore auf sein Konto gingen.

### Aston Villa &
Anfang Juni 2019 heuerte Jota beim Erstligaaufsteiger Aston Villa an, bei dem er auf seinen Ex-Trainer aus Brentford Dean Smith traf. Das Engagement dauerte jedoch nur gut ein Jahr, bevor Jotas Vertrag bei den „Villans“ Anfang Oktober 2020 vorzeitig aufgelöst wurde.
Kurz darauf unterzeichnete er beim spanischen Erstligisten Deportivo Alavés einen neuen Einjahresvertrag.

### Privat
Im Februar 2024 wurde bekannt, dass Jota zum Islam konvertierte.

### Auswahlmannschaften
Am 20. Mai 2016 absolvierte er für eine Auswahl Galiciens ein Freundschaftsspiel gegen Venezuela. Beim 1:1 konnte der gegnerische Torhüter Wuilker Faríñez Jotas Schuss nur abprallen lassen, den dann Iago Aspas per „Abstauber“ verwandelte.

## Titel/Auszeichnungen
Persönliche Ehrungen
- Mannschaft des Jahres (Spanien): 2013/14 (Segunda División)[20]
- Spieler des Monats (Spanien): Februar 2014 (Segunda División)